# Julio Cruz
Julio Ricardo Cruz (* 10. října 1974) je bývalý argentinský fotbalista, hrál jako útočník nebo záložník. Hrál v Argentině, Nizozemsku a Itálii. S Interem získal čtyři tituly Serie A. V roce 2015 založil vlastní charitativní nadaci Julio Cruz Foundation.
Cruz od svého debutu v roce 1997 odehrál za argentinskou reprezentaci 22 zápasů a vstřelil tři góly. Argentinu reprezentoval na Copa América 1997 a na Mistrovství světa ve fotbale 2006.